# مقام النبي أيوب
يوجد مقام النبي أيوب في منطقة بطنا في محافظة السلط في المنطقة التي أطلق عليها اسم خربة أيوب، ويوجد المقام على تلهة ترابية تحتوي على معالم أثرية قديمة، ويتكون المقام من أساسات لأبنية أثريـة، وهي عبارة عن بقايا أسوار وأحجار، يشار في عدد من المصادر أنها تعود للفترة المملوكية، وينسب هذا المقام إلى النبي أيوب

## المسجد
يوجد منطقة بطنا في محافظة البلقاء، ضمن مشاريع اللجنة الملكية لإعمار مساجد ومقامات الأنبياء والصحابة والشهداء.وتم افتتاح مسجد مقام النبي أيوب من قبل ملك الأردن عبد الله الثاني بن الحسين. ويتكون المسجد من مصلى رئيسي للرجال وآخر للنساء، إضافة إلى الساحات الخارجية والحدائق، وسكن الإمام والخدمات الأخرى، فيما يبلغ ارتفاع مئذنته 20 متراً، كما ويضم فنائه عدداً من شجرات البلوط التي تزيد أعمارها عن مئات الأعوام، وتشكل جزءاً من تاريخ المكان وأهميته الأثرية، بمساحة إجمالية للبناء بلغت 2700 متر، وعلى أرض مساحتها نحو 5 دونمات.